# Perranarworthal
Perranarworthal (Peran ar Wodhel in lingua cornica) è un villaggio e parrocchia civile dell'Inghilterra, appartenente alla contea della Cornovaglia.
Nel 1993 vi morì il premio Nobel per la letteratura William Gerald Golding.